# インターネットエクスチェンジ
インターネットエクスチェンジ（英: Internet exchange point）とは、インターネットの中核を成す施設であり、プロバイダ (ISP)、インターネットデータセンター (IDC) や、国家間の通信を交換するための相互接続ポイントである。略称 IXまたはIXP。インターネット相互接続点（インターネットそうごせつぞくてん）とも呼ばれる。

## 概略
インターネットに接続するためには、インターネットに参加している他の全てのネットワークと接続するための回線が必要である。しかし、世界中のISPを直接相互接続することは不可能である。そこでISPは、複数の接続回線を1つにまとめる、低コストで多数のISPと隣接関係を持つ、などの目的でIXに接続することにより、インターネットを構築している。技術的には、LAN接続と同様にレイヤ2スイッチを用いて、各ISPのボーダールーターを相互に接続してトラフィック交換を行う形態がほとんどである。
レイヤ3スイッチやルーターを用いて構築されたレイヤ3IX (L3IX) と呼ばれるネットワークも存在するが、こちらはIXというより実態は部分トランジットであり、一般にはIXには分類されない。L3IXでない、ということを強調するために、一般のIXをL2IXと呼ぶこともある。
加盟、接続には一定の条件を課されることが多い。ほとんどの場合ルーティングにはBGPが要求される。

## 地域IX
かつての日本国内のインターネットトラフィックは東京大手町に一極集中していたものの、東日本大震災を経て南関東直下地震のリスクが再確認され、二重化のためにネットワーク設備やデータセンターを含めた大阪への分散が進んでいる。また大阪でのトラフィック交換が活発となったため、日本のIXでは大阪でしか直接繋がないというアジア系事業者も登場している。一方、東京と大阪以外の地方では災害等により分断された時のための対策や地域内の効率的かつ低遅延なトラフィック交換が十分なされていない状態となっている。
地域IXの効用を充分享受するためには利用者にインターネットを提供する多くのISPと地域にあるデータセンターが超大容量のバックボーン回線を以ってそこに接続する必要があるものの、大手プロバイダーは自前で全国網を構築している所が多く、また地方プロバイダーも県内の回線より地方から東京への回線の方が安くなっているとされ、またインターネットコンテンツを提供するデータセンターも東京と大阪に集中しており地域内の折り返しのトラフィックが少なく、また国際回線の海底ケーブルの陸揚げ局も関東地方の北茨城（茨城県）と南房総（千葉県）、近畿地方の志摩（三重県）に集中しているため、あえて地域IXに接続しルートを設定するコストに対するメリットが少ない状態となっている。
また、ネットワーク同士の接続を行うためのピアリングやIPトランジットでは単に地域IXに物理的に接続するだけでなく、BGPなどによりAS間の経路を設定を行う必要がある。しかしながら現実的には契約上の問題、ポリシーの問題、企業の資本関係などの理由でIX接続を果たしてもピアリングができない場合も存在する。このため、異なるプロバイダ同士でデータをやりとりする場合、物理的な距離が近くても、IPパケットははるばる東京まで往復して戻ってくることが多いといった無駄が発生している。
その他、ISPの寡占化やISP同士の合併や仮想固定通信提供者の登場によるISPバックボーンの大型化とCDNのような大規模コンテンツプロバイダの登場により、2010年代以降はトラフィック交換が東名阪札仙広福といった拠点でのプライベートピアリング・トランジットに移行しており、また各ネットワークの内部に置く配信データのキャッシュ（CDNキャッシュ）も一般的となり、IXを通じたトラヒックの交換は全体の一部に過ぎなくなっている。

## IXの技術

### IXにおける遅延
現在のIXは、ほとんどがレイヤ2スイッチを用いて構成されており、装置内での遅延はほとんど発生しない。しかし、回線試験において、IXで遅延やパケットロスがあるように見受けられる場合には以下のような原因が考えられる。
- ISPがIXに接続している契約帯域が不足している場合。実際の通信にロスが発生している。帯域の増強またはトラフィックの迂回が必要。
- IXに接続しているISPルータがICMP time exceededの返答を低優先度にて行う仕様である場合。IXを通過する通信には影響はなく障害ではない。この場合tracerouteの結果のうち特定のルータからのRTTだけが遅いので区別がつく。

また、一般的に用いられるtracerouteコマンドではレイヤ2IXは表示されないためIX内での遅延は直接測定できない。

### IXのプロトコル
イーサネットのレイヤ2スイッチを用いる以外に、MPLSを使った光IXやMPLS IXなどがある。いずれもIX側にてISP-ISP間のパスを設定する必要がある。

### IXとパケット長
日本ではISPごとに使われるIPパケットの最大長（MTU値）が異なっているものの、日本の主要なIXのMTU値は基本的に1500バイトとなっている。海外のIXでは1500バイトよりも大きなジャンボフレームに対応するIXが登場している（NetnodやSIX、IPTP NetworksのJumboIXなど）。

## IXの歴史

### 国内IXの登場
当初日本では国内ISP間における海外周りのトラフィックが問題となっており、1994年には国内経路の交換を目的として日本初の実験的IXであるNSPIXP-1が東京に誕生した。NSPIXP-1は当初レイヤ3 IXとなっていたがレイヤ3 IXでは各ISPによる経路制御が難しく、NSPIXP-1はその後フルメッシュ方式のレイヤ2 IXへと移行した。
1996年にはNSPIXP-1の後継として、より広帯域なNSPIXP-2が登場し、NSPIXP-1は1997年に終了となった。NSPIXP-2ではNSPIXP-1と異なりバイラテラル方式を採用し、各ISPがIXでIPトランジットサービスを行うことが可能となった。

### ATM IXの登場
データリンク層（レイヤ2）において可変長パケットのイーサネットを置き換える固定長パケットの ATM (Asynchronous Transfer Mode) が考案され、国内では1994年11月にNTTが ATM によるセルリレー (CR) 網をバックボーンとして用いたフレームリレー (FR) サービスを開始し、またその後、他の通信会社もバックボーン等にATMを用いるようになり、1997年9月にはATM により相互接続を行う商用 ATM IX の「メディアエクスチェンジ」(MEX) が登場した。
しかしながらその後レイヤ2では ATM が衰退し、前述の MEX も ATM IX からレイヤ3 IX へと移行していった。

### 商用イーサネットIXの登場
商用IXでも実験的なNSPIXP-2と同様のイーサネットIXが登場することとなった。当時、IXの商用化は急増するトラフィック需要に見合った拡大のための資金を得るために必要だったとされている。1997年7月、KDDらは日本インターネットエクスチェンジ (JPIX) を設立し、同11月より東京で商用IXサービスを開始した。
同1997年にはNTTとIIJらもインターネットマルチフィードを設立し、インターネットマルチフィードは2001年に東京で商用IXサービスのJPNAPを開始している。また同2001年には米国のPihana Pacificが東京にデータセンターを開設し、Pihana Pacificはそのデータセンターにハウジングする顧客が任意のキャリアを使えるようにするために独自のIXを開始した。翌2002年にはPihana Pacificがエクイニクスに買収された。
2003年6月にはソフトバンクBBがBBIXを設立し、BBIXも同年9月より東京で商用IXサービスを開始した。

### 地域IXの登場
1990年代後半から2000年代には情報通信に力を入れる地方自治体が増えて県内バックボーン回線（地域情報ハイウェイ）の整備を行うようになり、それと共に地域IXが盛り上がっていった。
例えば沖縄では、1996年に内閣府において沖縄の地域経済の自立を目指した沖縄政策協議会が結成され、そこで郵政省が「沖縄マルチメディア特区構想」を、通産省が「沖縄デジタルアイランド構想」を提案し、1998年に沖縄県がそれらを基にした沖縄マルチメディアアイランド構想を策定し、同年には「沖縄地域インターネットエクスチェンジ接続実験」(OIX実験、後のOIX) が開始された。2006年にはBBIXも沖縄に拠点を設けている。
その他の地域でも、2002年に岐阜情報スーパーハイウェイを整備中の岐阜県と国際海底ケーブルの陸揚げ局のある三重県が共同で地域IXのGCIXを設けたほか、2004年にBBIXがふくおかギガビットハイウェイと日韓国際回線KJCNのある福岡に拠点を設けていた。
地域IXは特に東京から距離の遠い地方においてバックボーンの共同調達のために重要となっていたが、本州では東京への回線が安くなるにつれて地方IXブームが下火となっていった。

### 分散化およびリモート接続

#### 分散型IXの登場
実験的分散IXでは1997年に東京のバックアップとして大阪に新たな実験的IXのNSPIXP-3が構築されたが、NSPIXP-3ではこれまでの一箇所に設置する集中型ではなく複数の場所に設置する分散型の構造が採用された。また、2003年には東京のNSPIXP-2も狭域の分散型へと移行し、その名前が DIX-IE へと改められた。
商用分散IXでは2001年にJPIXがベイエリアへと進出し、既存の大手町との分散型IXとなった。また前述のJPNAPも同2001年にNTTコミュニケーションズ大手町ビル内と東京サンケイビル内の分散型IXとして登場していた。

#### 広域分散型IXの登場
実験的広域分散IXでは1999年に地域IX関係者らによってATM交換網のJapan Gigabit Network (JGN) を使った「地域間相互接続プロジェクト」(RIBB、TAO JGN-G11012) が立ち上げられた後、2001年に三菱総合研究所とインテック・ウェブ・アンド・ゲノム・インフォマティクスによって広域分散型IXを研究する次世代IX研究会が立ち上げられ、次世代IX研究会はこの地域間相互接続プロジェクトに参加する各組織を相互接続する広域分散IXの実証実験を行った。その後、2004年にJGNの後継としてイーサネット網のJGN IIが登場し、JGN IIにおいても広域分散IXに対応する「地域間相互接続プロジェクト II」(RIBB II、JGN2-A16020) が登場した。
商用広域分散IXでは2001年にJPIXが名古屋に拠点を設け、東京と名古屋を繋げて広域IX化を行った。2002年には日本テレコム（後のソフトバンクテレコム）がMPLSを用いた商用広域分散型IXのmpls ASSOCIOを開始した。また前述のBBIXも2003年に全国分散型IXを目指して設立された（最初期は東京のみ）。

#### 国際化
2000年に第26回主要国首脳会議（沖縄サミット）でグローバルなネットワークの促進を目指す「グローバルな情報社会に関する沖縄憲章」が策定されると、同時期に日本政府が沖縄経済振興21世紀プランの中で沖縄にグローバルなIXの設立を目指す沖縄国際情報特区構想を策定した。しかしながらこのグローバルなIXは長らく実現されることがなく、沖縄県は2005年になってようやくその沖縄国際情報特区の実現性を調査しはじめ、2010年になってやっと沖縄と香港を結ぶ沖縄GIXが設立されることとなった（なお沖縄は1999年には既に国際海底ケーブルSEA-ME-WE 3が陸揚げされており香港と繋がっていた）。しかしながら2013年になっても沖縄GIXは低調のままとなっており、2014年にGIX沖縄の運営会社の沖縄GIXは出資元の沖縄クロス・ヘッドへと吸収された（なお2017年に沖縄クロス・ヘッドとJPIXは提携を行って国内IXの『JPIX 沖縄』を開始している）。また、沖縄県は沖縄をアジアの情報通信拠点化にするためとして国際海底ケーブルのAsia Submarine Cable Express (ASE) 等の陸揚げを計画し、2016年になってそのASEは沖縄ブランチを追加した。
その後、日本の大手IXでも日本から海外IXへのリモートピアリングサービスが登場していった。2014年にはBBIXが東アジアにおいて国際間でリモートピアリングするための「Smart IXサービス」を開始した。また自社IXだけでなく他社IXまでリモートピアリングするサービスも登場した。2021年にはBBIXが「リモートピアリング」の提供を開始し、JPIXも「海外IX接続サービス」の提供を開始した。
また同2021年には香港の PCCW Global がソフトウェア定義相互接続 Console Connectを使った IX-as-a-Service を開始し、JPNAPやBBIXなどの 海外IX へのリモートピアリングに対応した。

### IPv6への対応
1999年にIPv6用の実験的IXであるNSPIXP-6が登場し、2002年には同様のJPNAP6が登場した。
その後、IPv4アドレスが枯渇に近づくと、各IXにおいてIPv4/IPv6のデュアルスタックが一般的となっていった。2008年4月にはJPNAPがIPv6へと標準対応し、同年11月にはJPIXがIPv6へと正式対応した。しかしながらIPv6の普及率はまだ低く、IXではIPv4とIPv6の違いを吸収して交換できるようにする機運が高まっていった。これには2010年に発表されたソフトバンク/BBIXの「IPv6 for Everybody!」構想、同2010年より開始されたJPIXのIPv6v4 エクスチェンジサービスの実証実験などがあった。
その後、IXとは直接関係ないものの、日本のIX各社は仮想固定通信提供者 (FVNE、固定通信でのVNE) を兼ねるようになっていった。このFVNEはNTT東西の光回線サービス「フレッツ光」が2011年以降に提供しているIPv6接続の ネイティブ方式 (IPoE) などに使われている。FVNEを兼ねるようになったIX会社は当初BBIX提供のBBIX社とJPNAP提供のインターネットマルチフィードだけであったが、2023年にはIXのJPIX社とFVNEのJPNE社の合併も起きている。

### 更なる増速
2012年にJPNAPは100GbEポートの提供を開始し、2014年にJPIXも100GbEポートの提供を開始した。
2022年にはJPNAPが400GbEポートの提供を開始した。

### 福岡への進出
もともと福岡には3DCG系やゲーム系の企業が集まっており、前述のようにBBIXの拠点も設置されていたこともあった。
その後、時代が代わり、モバイル通信において低遅延な第5世代移動通信システム (5G) が登場すると、その低遅延性を活かした産業用途が見込まれるようになり、よりエッジ（端末側）に近い地方データセンターと共に地域IXも再度注目されるようになっていった。2020年にはBBIXが総務省の事業によって福岡IXなどの調査を請け負って福岡の拠点を設け、またそれ以外のJPNAPも2021年に、JPIXも2022年に福岡の拠点を設けた。

## IXの一覧
太字は三社以上が100G以上でパブリック接続している場所である（PeeringDBに依る）。

### 日本国外のIX
グローバル（二地域以上で100G以上の接続が三社以上あるもの）
- DE-CIX / Deutscher Commercial Internet Exchange（ヨーロッパ、アメリカ、トルコ[注釈 2]、インド：ムンバイ（英語版）他） - 本部はドイツ
- エクイニクス（全世界） - NASDAQ上場企業
- MegaIX（オーストラリア：シドニー[70]、メルボルン[71]、ブリスベン[72] / ニュージーランド：オークランド[73] / アメリカ：ロサンゼルス[74]他 / カナダ：トロント[75] / ブルガリア：ソフィア[76] / シンガポール：シンガポール[77]） - Megaport
  - ECIX / European Commercial Internet Exchange（ドイツ：ベルリン[78]、ハンブルグ[79]、ミュンヘン[80]、フランクフルト[81]、デュッセルドルフ[82]） - 同上
- DATAIX（英語版）（ヨーロッパ-ロシア分散IX[83]）  - Global Network Managment
- BBIX（日本：東京[84]、大阪[85]、福岡[86] / 中国：香港[87]、シンガポール：シンガポール[88] / タイ：バンコク[89] / オランダ：アムステルダム[90] / フランス：マルセイユ[91] / イギリス：ロンドン[92] / アメリカ：ロサンゼルス[93]他） - ソフトバンク子会社。

アメリカ
- Any2 （アメリカ：西部分散IX[94]、東部分散IX[95]、デンバー[96]、シカゴ[97]他） - アメリカン・タワー子会社のCoreSite（英語版）
- Digital Realty IX (旧Telx)(アメリカ：ニューヨーク[98]、アトランタ[99]他) - NYSE上場企業のデジタル・リアルティ
- NYIIX / New York International Internet eXchange（アメリカ：ニューヨーク[100]、ロサンゼルス[101]、フィラデルフィア[102]） - KDDI子会社のTelehouse America（英語版）
- KCIX / Kansas City Internet Exchange（アメリカ：カンザスシティ[103]） - Kansas City Internet eXchange, Inc
  - SpringIX / Springfield Internet eXchange（アメリカ：スプリングフィールド[104]） - 同上
  - DesMoinesIX / DesMoines Internet eXchange（アメリカ：デモイン[105]） - 同上
  - STLIX / Saint Louis Internet Exchange（アメリカ：セントルイス[106]）
  - HOUIX / Houston Internet Exchange（アメリカ：ヒューストン[107]）
- Ninja-IX（アメリカ：フェニックス[注釈 3][108]他）
- PhillyIX / Philadelphia Internet Exchange（アメリカ：フィラデルフィア[109]） - 非営利団体
- SAT-IX / San Antonio Internet Exchange（アメリカ：サンアントニオ[110]） - 非営利団体
- SIX / Seattle Internet Exchange（英語版）（アメリカ：シアトル[111][7]）
- Boston Internet Exchange（英語版）（アメリカ：ボストン[112]） - Markley Group
- DET-iX / Detroit Internet Exchange（英語版）（アメリカ：デトロイト[113]） - 非営利団体
- CIX-ATL / Community IX - Atlanta（アメリカ：アトランタ[114]） - Community IX Holdings（非営利団体）
  - FL-IX / The Florida Internet Exchange（英語版）（アメリカ：マイアミ[115]） - 同上
- MICE / Midwest Internet Cooperative Exchange（アメリカ：ミネアポリス[116]）

カナダ
- TorIX / Toronto Internet Exchange（英語版）（カナダ：トロント[117]） - 非営利団体
- QIX / Montreal Internet Exchange（英語版）（カナダ：モントリオール[118]） - 非営利団体
- YYCIX / YYCIX Calgary Internet Exchange（英語版）（カナダ：カルガリー[119]） - 非営利団体
- VANIX / Vancouver Internet Exchange（カナダ：バンクーバー[120]）

汎ヨーロッパ
- NL-ix / Neutral Internet Exchange（英語版）（ヨーロッパ分散IX[121]）

西ヨーロッパおよび南ヨーロッパ
- LINX / London Internet Exchange（英語版） (イギリス：ロンドン、マンチェスター、ウェールズ、スコットランド / アメリカ：北バージニア) - 非営利団体
- AMS-IX / Amsterdam Internet Exchange（英語版）（オランダ：アムステルダム、キュラソー / アメリカ：シカゴ、ベイエリア / インド：ムンバイ他 / 中国：香港 / シンガポール：シンガポール） - 本部はオランダ
- Global-IX（オランダ：アムステルダム[122]） - Global Network Managment
- NaMeX（イタリア語版）（イタリア：ローマ[123]、ナポリ[124]、バーリ[125]） - 非営利団体
- MIX / Milan Internet eXchange（英語版）（イタリア：ミラノ[126]、ボローニャ[127]、パレルモ[128]） - 非営利団体
- TOP-IX（イタリア語版）（イタリア：トリノ[129]） - 非営利コンソーシアム
- LONAP（英語版） / London Access Point（イギリス：ロンドン[130]）
- IXLeeds（英語版） / Leeds Internet Exchange（イギリス：リーズ[131]）- 非営利団体
- GigaPix（英語版） / GIGA Portugal Internet Exchange（ポルトガル：リスボン[132][133]他） - ポルトガル政府科学技術機構（英語版）
- GR-IX / Greek Internet Exchange（英語版）[注釈 4]（ギリシャ：アテネ[134]、テッサロニキ[135]） - Greek Research and Technology Network（英語版）
- France-IX（英語版）（フランス：パリ[136]、マルセイユ[137]、リヨン-グルノーブル[138][注釈 5]他） - France IX Services SASU
- BNIX / Belgian National Internet eXchange（英語版）（ベルギー：ブリュッセル[139]）
- INEX / Internet Neutral Exchange（英語版）（アイルランド：ダブリン[140][141]、コーク[142]）
- LU-CIX / Luxembourg Commercial Internet eXchange（英語版）[注釈 6]（ルクセンブルク：ルクセンブルク[145]）
- ESPANIX（スペイン語版）（スペイン：マドリード[146][147]） - 非営利団体
- CATNIX（スペイン語版） / Catalunya Neutral Internet Exchange（スペイン：バルセロナ[148]）
- NDIX（オランダ語版） / Nederlands Duitse Internet Exchange（オランダ：エンスヘデ-ミュンスター[149]）
- Asteroid IX（オランダ：アムステルダム[150] / ケニア：ナイロビ[151]、モンバサ[152]） - Asteroid International

北欧
- Netnod IX　(スウェーデン：ストックホルム[153][154][155][156]、ヨーテボリ[157][158]他 / デンマーク：コペンハーゲン[159][160]、フィンランド：ヘルシンキ[161][162]) - 非営利団体TU-stiftelsenの子会社のNetnod（英語版）
- STHIX / Stockholm Internet Exchange（英語版）（スウェーデン：ストックホルム[163]、ヨーテボリ[164]他 / デンマーク：コペンハーゲン[165]）
- DIX / Danish Internet Exchange Point（英語版）（デンマーク：コペンハーゲン[166]） - i2
- NIX / Norwegian Internet Exchange（英語版）（ノルウェー：オスロ[167][168]他） - オスロ大学内
- FICIX / Finnish Communication and Internet Exchange（英語版）（フィンランド：ヘルシンキ[169][170]、エスポー[171][172]他）
- Múli-IXP（アイスランド：レイキャビク[173]）
- RIX / Reykjavik Internet Exchange（英語版）（アイスランド：レイキャビク[174]）

中央ヨーロッパおよび東ヨーロッパ
- Peering.cz（英語版）（中央ヨーロッパ分散IX[175]）
- BCIX / Berlin Commercial Internet Exchange（英語版）（ドイツ：ベルリン[176]）
- VIX / Vienna Internet Exchange（英語版）（オーストリア：ウィーン[177]） - ウィーン大学
- BiX / Budapest Internet Exchange（ハンガリー語版）（ハンガリー：ブダペスト[178]） - Council of Hungarian Internet Providers
- NIX.CZ（英語版） / Neutral Internet Exchange of the Czech Republic（チェコ：プラハ[179]）
  - NIX.SK / Neutral Internet eXchange Slovakia（スロバキア：ブラチスラヴァ[180]） - 旧SITELiX
- SIX / Slovak Internet eXchange（英語版）（スロバキア：ブラチスラヴァ[181]） - スロバキア工科大学
- SwissIX / Swiss Internet Exchange（英語版）（スイス：チューリッヒ[182]）
- CIXP / CERN Internet Exchange Point（英語版） (スイス：ジュネーヴ[183]) - 欧州原子核研究機構 (CERN)
- NetIX（ブルガリア：ソフィア[184]）
- InterLAN（英語版） IX（ルーマニア分散IX[185]）
- RoNIX / Romanian Internet Exchange（ルーマニア：ブカレスト[186]） - ルーマニア全国インターネットサービスプロバイダー協会 (ANISP)

ウクライナ
- Giganet Internet Exchange（ウクライナ：キーウ[187]他）
- DTEL-IX / Digital Telecom Internet Exchange（英語版）（ウクライナ：キーウ[188]）
- UA-IX / Ukrainian Internet Exchange（ウクライナ：キーウ[189]） - Ukrainian Internet Association（英語版）
- LVIV-IX（ウクライナ：リヴィウ[190]）

ロシア
- MSK-IX / Moscow Internet Exchange（英語版）（ロシア：モスクワ[191]、サンクトペテルブルク[注釈 7][192]他）
- Eurasia Peering IX（ロシア：モスクワ[193]）
- PITER-IX（ロシア：モスクワ[194]、サンクトペテルブルク[195]、ロストフ[196] / フィンランド：ヘルシンキ[197] / ウクライナ：キーウ[198] / ラトビア：リガ[199] / エストニア：タリン[200] / ドイツ：フランクフルト[201]）
- PIRIX（英語版）（ロシア：サンクトペテルブルク[202]） - コムフォルテル
- W-IX（ロシア：モスクワ[203]）

中東
- GIBIRIX / GIBIR Internet Exchange（トルコ：イスタンブール[204]） - GIBIRNET
- SAIX / Saudi Arabia Internet Exchange（サウジアラビア：リヤド[205]他）
- JEDIX / Jeddah Internet Exchange（サウジアラビア：ジッダ[206]） - 非営利団体のLINX
- UAE-IX / United Arab Emirates Internet Exchange（英語版）（アラブ首長国連邦：ドバイ[207]） - DE-CIX
- SH-IX / SMARTHUB Internet Exchange（アラブ首長国連邦：フジャイラ[208]） - エミレーツ・テレコミュニケーションズ・コーポレーション
- IIX / Israel Internet eXchange（イスラエル：ペタフ・ティクヴァ[209]） - 非営利団体のイスラエルインターネット協会（英語版）

中米
- CRIX / Costa Rica Internet Exchange（英語版）（コスタリカ：サンホセ[210]）

南米
- IX.br（英語版）（ブラジル：サンパウロ、リオデジャネイロ、ブラジリア、サルヴァドール、フォルタレザ、ベロ・オリゾンテ、マナウス、クリチバ、レシフェ、ゴイアニア、ポルト・アレグレ他） - NIC.br（英語版）
- PIT Chile IX（チリ：サンティアゴ他） - PIT CHILE SPA
- CABASE IXP（アルゼンチン分散IX[211]） - CABASE（スペイン語版）

アフリカ
- NAPAfrica IX（南アフリカ：ケープタウン[212]、ヨハネスブルグ[213]、ダーバン[214]） - デジタル・リアルティ子会社のTeraco Data Environments（英語版）
- IXPN / Internet Exchange Point of Nigeria（英語版）（ナイジェリア：ラゴス[215]他） - 非営利団体
- MOZIX（モザンビーク：マプト[216]）

インド
- Extreme IX（インド：デリー[217]、ムンバイ[218]、コルカタ[219]、チェンナイ[220]、ベンガルール[221]、ハイデラバード[221]） - Extreme Infocom
- NIXI / National Internet Exchange of India（英語版）（インド：ムンバイ[222]他）

オセアニア
- APE / Auckland Peering Exchange（英語版）（ニュージーランド：オークランド[223]） - NZIX ExchangeNET

東アジア
- KINX / Korea Internet Neutral Exchange（英語版）（韓国：ソウル[224]） - KOSDAQ上場企業
- HKIX / Hong Kong Internet Exchange（英語版）（中国：香港[225]） - 香港中文大学子会社
- SGIX / Singapore Internet Exchange（英語版）（シンガポール：シンガポール[226]） - 非営利団体
- SOX / Singapore Open Exchange（英語版）（シンガポール：シンガポール[227]） - シンガポール国立大学
- TWIX　/ Taiwan Internet Exchange（中国語版）（台湾：台北[228]） - 中華電信
- TPIX / Taipei Internet Exchange（中国語版）（台湾：台北[229]） - 是方電訊（中国語版）

### 日本国内のIX
- NSPIXP-23（東京・大阪）2012年〜 - 下記の2つを繋げた広域IX[230]
  - dix-ie←NSPIXP-2 (WIDEプロジェクト) (東京[231]) 1996年～ - 分散IX
  - NSPIXP-3（WIDEプロジェクト） (大阪[232]) 1997年～
- JPIX (Japan Internet Xing) (東京[233]、大阪[234]、福岡[235]、名古屋) 1997年～
- JPNAP（インターネットマルチフィード） (東京[236]、大阪[237]、福岡[238]、仙台) 2001年～
- BBIX (BBIX株式会社) (東京[84]、大阪[85]、福岡[86]) 2003年～
- EIE (エクイニクス)（東京[239]、大阪[240]）2006年～
- PIX-IE（WIDEプロジェクト） (東京) 2014年[241]〜 - OpenFlowを使った次世代実験的IX
  - PIX-IE++（WIDEプロジェクト）(東京) 2019年度[242]〜 -  上記の次世代版
- Japan Community IX（東京[243]） 2024年〜 - コミュニティ中心のIX

以下は2021年現在新規受付を停止しているIXである：
- mpls ASSOCIO（日本テレコム→ソフトバンク）（全国） 2002年〜 - 下記のMPLS-IXを商業化した広域分散IX[245]。

以下は過去のIXであり、現在は終了している：
- NSPIXP-1（WIDEプロジェクト）（東京） 1994年～1999年 - 最初期の日本のIX。

以下は学術系のIXとなっている：
- MPLS-IX（次世代IX研究会 (distix)）（全国） 2001年[246]〜不明 - JGN（情報通信研究機構研究開発テストベッド）上の広域分散IXであり[246]、RIBB（地域間相互接続実験プロジェクト）などで使われていた。
- T-LEX（WIDEプロジェクト）（東京） 2004年～2009年[247] - IEEAF太平洋横断リンクに繋がっており[248]、日本の学術系ネットワーク等とPacific Northwest Gigapop (PNWGP) を結んでいた[248]。名前は「Tokyo Lambda Exchange」より。

以下はIPv6用のIXとして開始されたが、IPv4用のIXがIPv4/IPv6デュアルスタックとなったことで終了した：
- NSPIXP-6 (WIDEプロジェクト) （東京） 1999年～2008年
- JPNAP6（インターネットマルチフィード）（東京） 2002年～2010年

以下はIXとして言及されることがあるが、これらは前述の レイヤ3 IX (L3IX) に留まっていた:
- MEX (メディアエクスチェンジ) 1997年～不明 - 当初はATMバックボーンによるIXを提供していた[13]が、その後、レイヤ3 IXへと転換した[14][251]。
- BEX (NTTPCコミュニケーションズ[252]←ブロードバンドセキュリティ←IRIコミュニケーションズ←ブロードバンド・エクスチェンジ) 2001年〜不明

以下は地域IXとなっている。
- RIX / RYUKYUIX (沖縄県[253]) - WingTecJapan
- OIX （沖縄県） - オキット。1999年に琉球大学を中心とした共同実験開始、2013年に商用化
- OKIX（岡山県） - 岡山県デジタル推進課
- Echigo-IX (新潟県[254]) - ENOG。2011年開始[255]。
- TOCHIGIX（栃木県）

以下は地域情報ハイウェイであり、地域情報ハイウェイ同士の相互接続を行うJGN2の地域間相互接続プロジェクトに参加して巨大な MPLS-IX の一部となっていた。
- 岩見沢市敷設光ケーブル[256]（北海道）
- 岩手県情報ハイウェイ[256]（岩手県）
- 山形県基幹高速通信ネットワーク[256]（山形県）
- 山梨県情報ハイウェイ[256]（山梨県）
- 岐阜情報スーパーハイウェイ[256]（岐阜県）
- 三重M-IX[256]（三重県）
- とやまマルチネット[256]（富山県）
- 福井情報スーパーハイウェイ[256]（福井県）
- びわ湖情報ハイウェイ[256]（滋賀県）
- 京都デジタル疏水ネットワーク[256]（京都府）
- 兵庫情報ハイウェイ[256]（兵庫県）
- 大和路情報ハイウェイ[256]（奈良県）
- きのくにe-ねっと[256]（和歌山県）
- 鳥取情報ハイウェイ[256]（鳥取県）
- 岡山情報ハイウェイ[256]（岡山県）
- かがわ遠隔医療ネットワーク[256]（香川県）
- 高知県新情報ハイウェイ[256]（高知県）
- やまぐち情報スーパーネットワーク[256]（YSN、山口県）
- 北九州地域情報ネットワーク[256]（福岡県北九州市）
- 豊の国ハイパーネットワーク[256]（大分県）
- 熊本県情報ギガハイウェイ[256]（熊本県）
- 宮崎情報ハイウェイ21[256]（宮崎県）

以下は過去ないし既に表での活動を行っていない地域IXとなっている（小規模に使われているものも含む）。
- TRIX / 東北地域内インターネット相互接続（東北地域内インターネット相互接続研究会）- TRIX青葉山（東北大学情報シナジーセンター内）とTRIX仙台（東北インターネット協議会内）とTRIX郡山（福島県ハイテクプラザ内）が存在した[257][258]。
- TKiX / 東海地域ハブ (中部アカデミックネットワーク←東海地域ハブ研究会、AS7520) 1997年に東海地域ハブ研究会が発足[259]、AS番号消失[260]
- Y-NIX（山梨県）- 1997年運用開始[261]
- 富山地域IX（富山地域IX研究会、富山県） -  1998年にインテックシステム研究所や富山大学らによって富山地域IX研究会が発足[262]
- GCIX （ジーシーアイエックス社、岐阜県） - 2002年にジーシーアイエックス社が設立[263]、2006年3月に営業終了[264]
- 秋田地域IX （秋田県企画振興部情報企画課、秋田県） - 2002年運用会社のデータコア発足[265]、2003年サービス開始[266]。
- 豊の国IX（ハイパーネットワーク社会研究所、大分県） - 2002年、ハイパーネットワーク社会研究所内に豊の国IX研究会が発足し[267]、2003年に設置された[268]
- ToRino-IX（鳥取IX協議会、鳥取県）
- Kyoto-One IX （京都情報基盤協議会、京都府） - 前身は1998年に設置されたKRP-IXであり、2002年よりKyoto-One構想の一部となった[269][270]